# 질 마리니
질 마리니(Gilles Marini, 1976년 1월 26일 ~ )는 프랑스의 배우이다.

## 출연 작품
- 어 리틀 섬씽 포 유어 버스데이 (2017)
- 알렉스 & 더 리스트 (2016)
- 스위치드 앳 버스 3 (2014)
- 장화 신은 고양이: 더 쓰리 디아블로스 (2012)
- 스크루플스 (2012)
- 섹스 앤 더 시티 (2008)
- 스타와 춤을 (2005)
- 지미 키멜 라이브! (2003)
- 닙턱 (2003)
- 비앤비 (1987)